# Paul Sauvé

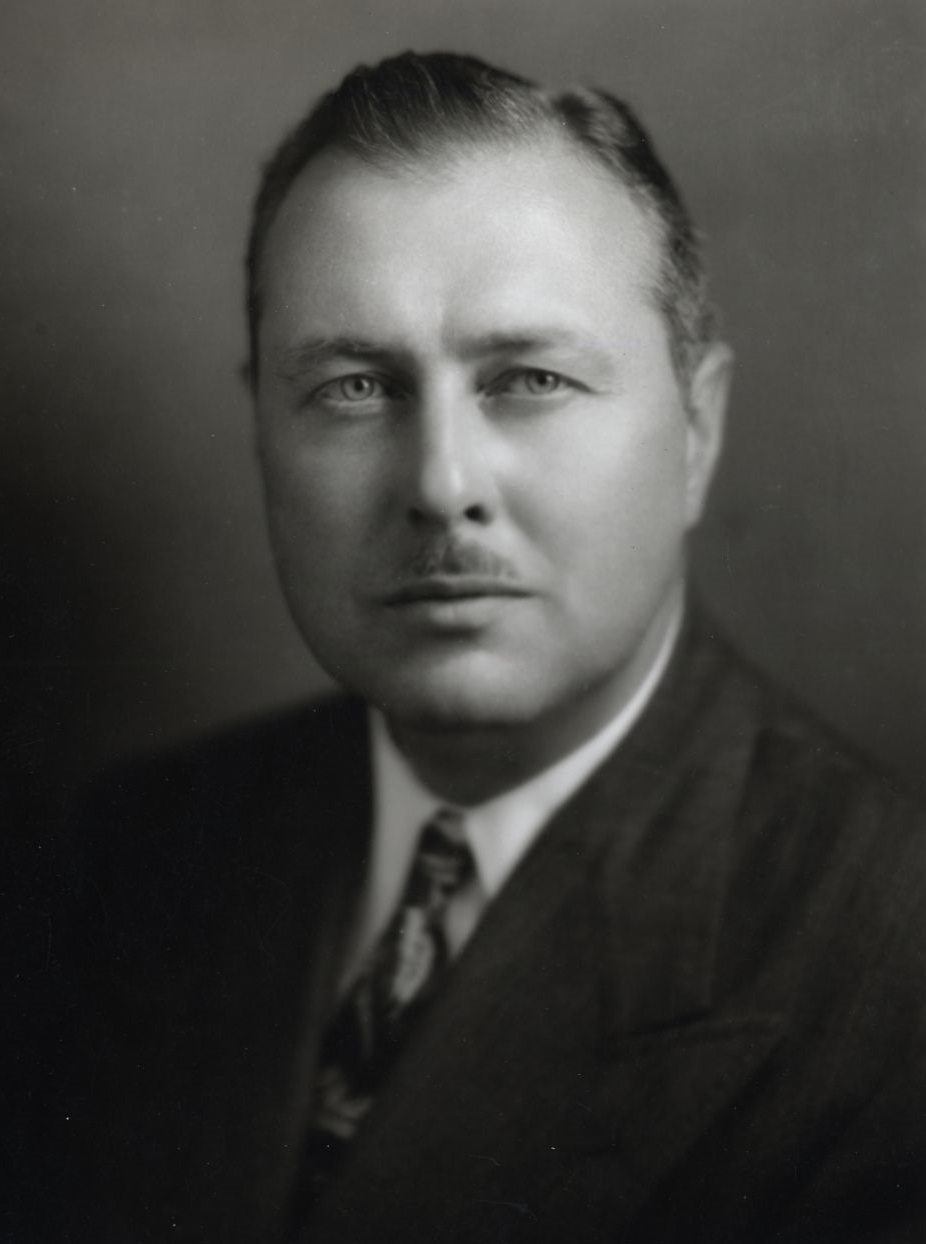
Paul Sauvé (1950)

Joseph-Mignault-Paul Sauvé (* 24. März 1907 in Saint-Benoît, Québec; † 2. Januar 1960 in Saint-Eustache, Québec) war ein kanadischer Offizier der Canadian Army und Politiker der Union nationale (UN), der unter anderem zwischen 1959 und seinem Tode 1960 Parteivorsitzender der UN sowie zugleich Premierminister von Québec war.

## Leben
Joseph-Mignault-Paul Sauvé, Sohn des Journalisten und Politikers Arthur Sauvé (1874–1944), der Mitglied der Legislativversammlung von Québec, Mitglied des Unterhauses sowie des Senats von Kanada für Québec war, und dessen Ehefrau Marie-Louise Lachaine, begann nach dem Besuch des Séminaire de Sainte-Thérèse und des Collège Sainte-Marie ein Studium der Rechtswissenschaften an der Universität Montreal, absolvierte sein Referendariat in der Anwaltskanzlei von Aldéric Blain und schloss dieses in der Anwaltskanzlei „Chauvin, Walker, Stewart & Martineau“ ab. Am 8. Juli 1930 wurde er als Rechtsanwalt in der Provinz Québec zugelassen und am 30. Dezember 1938 als Kronanwalt ernannt.
Nachdem sein Vater am 25. August 1930 zum Mitglied des kanadischen Unterhauses gewählt worden war, wurde er bei der dadurch erforderlichen Nachwahl vom 4. November 1930 für die Parti conservateur du Québec im Wahlkreis „Deux-Montagnes“ erstmals zum Mitglied der Legislativversammlung von Québec gewählt und gehörte dieser nach seiner Wiederwahl am 24. August 1931 bis zu seiner Niederlage gegen Jean-Léo Rochon von der Parti libéral du Québec bei der Wahl am 25. November 1935 an.

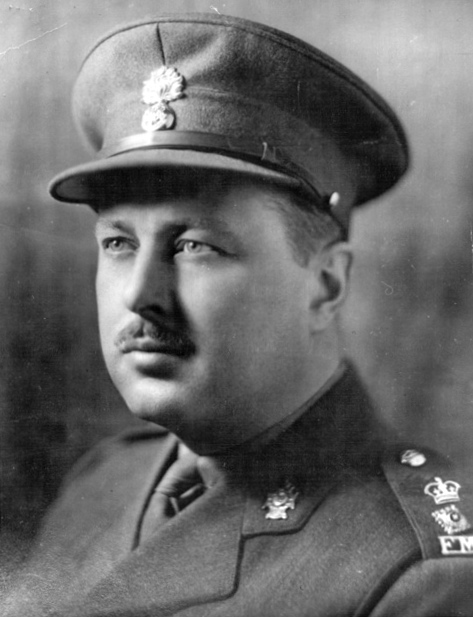
Paul Sauvé während des Zweiten Weltkrieges (1943).

Neben seiner Tätigkeit als Rechtsanwalt und als Politiker diente er als Reserveoffizier, nachdem er 1931 als Leutnant in die Reservearmee eingezogen wurde. Zu Beginn des Zweiten Weltkrieges wurde er 1939 mobilisiert und 1940 zum Hauptmann und Kompaniechef im Centre de Sorel befördert. 1941 gehörte er zu den Organisatoren der Schule für Offiziere und Unteroffiziere von Saint-Hyacinthe und 1942 des Fortbildungszentrums in Farnham. 1943 versah er als Angehöriger der „Les Fusiliers Mont-Royal“, ein primäres Reserve-Infanterieregiment der Canadian Army, Dienst in Europa und nahm dann 1944 als Stellvertretender Kommandeur des Regiments an der Landung in der Normandie teil. 1944 wurde er zum Oberstleutnant und Kommandeur der Fusiliers Mont-Royal befördert sowie 1947 zum Brigadier und Kommandeur der 10. Reserve-Infanteriebrigade ernannt. Für seine militärischen Verdienste im Zweiten Weltkrieg wurde ihm 1946 das Croix de guerre verliehen.

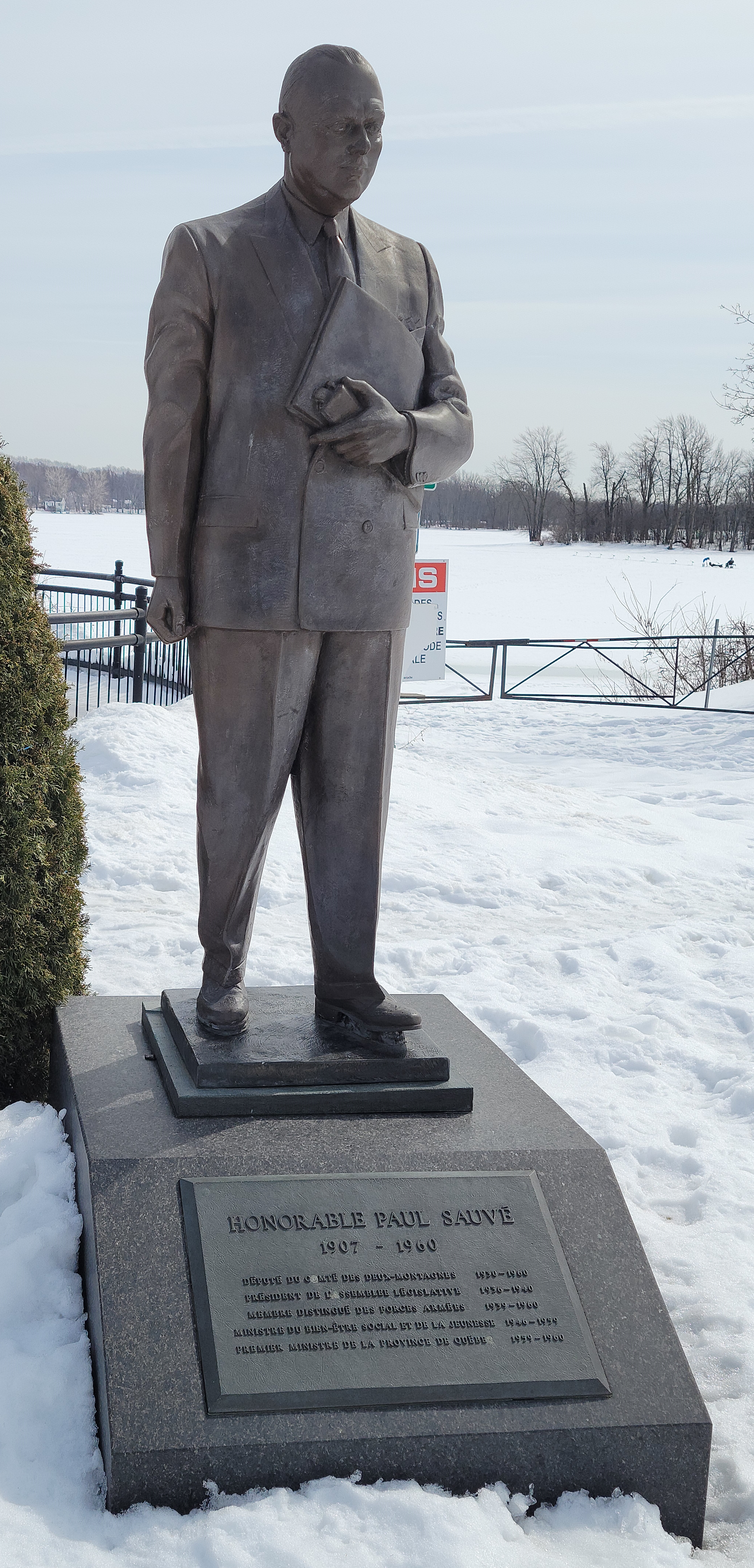
Paul Sauvé-Denkmal in Saint-Eustache.

Daneben wurde Paul Sauvé für die Union nationale (UN), die 1936 aus der Parti conservateur du Québec hervorgegangen war, bei der Wahl am 17. August 1936 als Nachfolger des liberalen Wahlkreisinhabers Jean-Léo Rochon im Wahlkreis „Deux-Montagnes“ wiederum zum Mitglied der Legislativversammlung gewählt und gehörte dieser nach seinen Wiederwahlen am 25. Oktober 1939, 8. August 1944, 28. Juli 1948, 16. Juli 1952 und am 20. Juni 1956 bis zu seinem Tode am 2. Januar 1960 an. Er fungierte zudem vom 7. Oktober 1936 bis 20. Februar 1940 als Sprecher der Legislativversammlung. Am 18. September 1946 übernahm er erstmals ein Regierungsamt und fungierte bis zum 15. Januar 1959 im Kabinett von Premierminister Maurice Duplessis zunächst als Minister für Sozialfürsorge und Jugend beziehungsweise daraufhin zwischen dem 15. Januar und 11. September 1959 als Minister für Jugend und Minister für Soziales. 1952 verliehen ihm die Bishop’s University und die Universität Laval Ehrendoktortitel in Rechtswissenschaften. Nach dem Tode von Maurice Duplessis am 7. September 1959 wurde er als dessen Nachfolger am 10. September 1959 zum Vorsitzenden der Nationalen Union gewählt und übernahm zugleich vom 11. September 1959 bis zu seinem Tod am 2. Januar 1960 die Ämter als Premierminister von Québec und als Präsident des Exekutivrates. Zugleich bekleidete er in seinem Kabinett zwischen dem 11. September 1959 und dem 2. Januar 1960 weiterhin das Amt als Minister für Jugend und Minister für Soziales. Nach seinem Tode wurde Antonio Barrette neuer Premierminister und Parteivorsitzender.
Sauvé, der auch Mitglied der Knights of Columbus war, heiratete am 4. Juli 1936 in der Pfarrei Saint-Jacques-le-Majeur in Montreal Luce Pelland, Tochter des Landwirts Zéphirin Pelland und Armina Laferrière. Nach seinem Tode am 2. Januar 1960 in Saint-Eustache wurde er auf dem Friedhof dieser Gemeinde beigesetzt. Ihm zu Ehren wurden die Paul Sauvé Arena, eine Mehrzweckhalle in Montreal, und der Parc Paul Sauvé, der seit 2001 den Namen Parc national d’Oka trägt, benannt.